# Anne (televisiezender)
Anne was een Vlaamse commerciële televisiezender. Ze zond voor het eerst uit op 8 juli 2009 en spitste zich toe op Vlaamse muziek. De zender was een samenwerkingsverband tussen Proximus en Medialaan en was exclusief te bekijken via Proximus TV. Gezichten van de digitale muziekzender waren onder andere Jeroen Minnebo, Els Tibau, Gene Thomas en zanger Christoff.
In december 2010 werd anne voorzien van een nieuwe look, nieuwe jingles en een nieuw logo.
In 2016 werd het einde van de zender aangekondigd.

## Programma's
- Anne Danst
- Anne Live
- Anne Zomert
- De Lijst
- De Doos
- Goeieavond, Avond
- Kids Hits
- Live in Concert
- Lunch!
- Opstaan
- Pluk De Dag
- Schlager Top 10
- Sterren.nl Top 20 (met Monique Smit)
- Top 25
- Vlaanderen Boven!
- Weekend!
- Anne Showcase (met Els Tibau en Gene Thomas)
- Anne Unplugged
- Annes Vlaamse 10 (met Tess Goossens)
- Knuffeltijd (met Dean Delannoit)
- Anne kookt! (met Jeroen Minnebo)
- Anne Shownieuws (met Jeroen Minnebo)
- Coupe Soleil
- Anne komt naar je toe
- Annes Vlaamse Muziek Awards

## Evenementen
- Anne Showcase
- Anne Familiedag in Bobbejaanland
- Anne komt naar je toe (zomertour)
- Anne Unplugged (Café Local - Antwerpen)

Geschiedenis van de Vlaamse televisie